# 川崎市立宮崎台小学校
川崎市立宮崎台小学校（かわさきしりつ みやざきだいしょうがっこう）は、神奈川県川崎市宮前区宮崎3丁目にある公立小学校である。

## 沿革
- 1975年（昭和50年）4月1日 - 川崎市立富士見台小学校から分校して開校。

## 教育目標
- 進んで学び合う態度を育む - かしこく -
- 自他を尊重する心情を育む - やさしく -
- 健康な身体を育む - たくましく -
- 豊かな感性を育む - ひろく -

## 校歌
- 作詞 : 高田敏子
- 作曲 : 岩河三郎

## 通学区域
出典
- 宮崎1丁目
- 宮崎2丁目
- 宮崎3丁目
- 宮崎4丁目
- 宮崎5丁目
- 大字宮崎（604番～610番、646番～674番、693番～697番）

## 進学先中学校
出典
- 川崎市立宮前平中学校
- 川崎市立宮崎中学校
- 川崎市立平中学校
- 川崎市立向丘中学校

## 周辺
- 宮崎第三公園 - 敷地が隣接
- この他、宮崎台公園などの中小規模の公園や宮崎台スカイハイツなどのマンション・アパートなども点在する。
- また、高津区との区境線も近い。

## アクセス
- 東急バス「鷺11」系統で、「宮崎台小学校正門」バス停下車。
  - 東急電鉄田園都市線鷺沼駅から「宮崎台小学校正門」バス停まで15分～17分、宮崎台駅まで「宮崎台小学校正門」バス停から5分～6分。
  - なお、「鷺11」系統は、片方向の運行。その為、鷺沼駅までは、宮崎台駅で田園都市線への乗り換えを要する。
- 東急電鉄田園都市線宮崎台駅から、徒歩約840m・約13分。先述の通り、東急バス「鷺11」系統は片方向の運行の為、宮崎台駅からは徒歩移動が早い。